# Rhytidicolus
Rhytidicolus là một chi nhện trong họ Cyrtaucheniidae.

## Các loài
Het geslacht kent de volgende soort:
- Rhytidicolus structor Simon, 1889